# Победителей не судят
«Победи́телей не су́дят» — дебютный альбом группы Артур Беркут, который вышел 11 сентября 2014 года.

## История создания
Этот альбом создавался в течение двух с половиной лет. Сбор средств на запись альбома был успешно осуществлён на краудфандинговом проекте Planeta.ru.
Презентация альбома состоялась 11 сентября 2014 года в московском клубе "Monaclub".

## Список композиций
Все тексты написаны Анатолием Жуковым, кроме отмеченных, вся музыка написана Артуром Беркутом, кроме отмеченных.
| №                   | Название                                                | Текст песни         | Музыка              | Длительность |
| ------------------- | ------------------------------------------------------- | ------------------- | ------------------- | ------------ |
| 1.                  | «Преданный мир»                                         |                     |                     | 4:49         |
| 2.                  | «Сон»                                                   |                     |                     | 4:33         |
| 3.                  | «Победителей не судят»                                  |                     |                     | 4:43         |
| 4.                  | «Ты не один»                                            |                     |                     | 4:19         |
| 5.                  | «Воля рождает волю»                                     |                     |                     | 4:12         |
| 6.                  | «Нажимай на стоп»                                       |                     | А.Беркут, М. Шаев   | 4:22         |
| 7.                  | «Отрывай»                                               |                     | А.Беркут, М. Шаев   | 4:25         |
| 8.                  | «Пилигрим»                                              |                     |                     | 4:54         |
| 9.                  | «Превращённый в пыль»                                   | А.Беркут            |                     | 4:22         |
| 10.                 | «Победителей не судят(feat. Дмитрий Губерниев)» (бонус) |                     |                     | 4:51         |
| Общая длительность: | Общая длительность:                                     | Общая длительность: | Общая длительность: | 45:30        |

## Участники записи

### Основной состав
- Артур Беркут — вокал, гитара (4, 8, 9), звуковое и клавишное оформление
- Михаил Шаев — гитара
- Станислав Козлов — бас-гитара
- Алексей Климов — ударные

### Приглашённые участники
- Оксана Михеева — вокал (2)
- Дмитрий Губерниев — вокал (10)
- Александр Романов — гитара (9)

Другое
- Мастеринг — Ingemar Larsson, Vaara Studio (Швеция)
- Оксана Михеева — фото
- Кирилл Евсеев — дизайн
- Анатолий Жуков — тексты